# Спільнота 2000 ват
Спільнота 2000 ват (2,000-Watt Society) — це екологічна ініціатива, вперше запропонована 1998 року Федеральною вищою технічною школою Цюриха, яка передбачає зменшення жителями країн першого світу, щорічного споживання первинної енергії до рівня 2.000 Ват на годину (це відповідає 48 кіловат-годинам на добу однією людиною) до 2050 року, водночас не зменшуючи їхнього рівня життя. 
Концепція передбачає не тільки зменшення використання енергії у приватних помешканнях, а також і загалом всім народом.
2.000 Ват — це приблизно нинішній (у XXI ст.) середньосвітовий рівень загального споживання первинної енергії за годину, середньостатистичним громадянином. Для порівняння: середнє споживання енергії за годину на одну людину, становить 6.000 Ват у західній Європі, 12.000 Ват у США, 1.500 — у Китаї, 1.000 в Індії, 500 Ват у ПАР, а в Бангладеш — всього 300. Швейцарці на 2016-й рік, споживали 5.000 Ват енергії на годину впродовж року, а останній раз рівень споживання  2.000 Вт в цій країні, був у 1960-х.
Надалі витрати горючих корисних копалин заплановано зменшити до 500 Вт на людину протягом 50-100 років.
Цей проєкт було створено у підсумку суперечок щодо зміни клімату, енергетичної безпеки та майбутніх джерел енергії. Ініціативу, поміж іншими, підтримують Швейцарське федеральне міністерство енергії та Асоціація швейцарських архітекторів та інженерів.

## Сучасне використання енергії
Пік середнього споживання первинної енергії у Швейцарії склав 5.1 кВт у липні 2008 р., а витрати були розподілені наступним чином:
- 1500 ват — житлові та офісні приміщення (разом з опаленням та гарячою водою);
- 1100 ват — виготовлення їжі та обслуговування у закладах (в тому числі з витратами енергії на доправлення продуктів до місць продажу);
- 600 ват — електроенергія;
- 500 ват — автомобільні подорожі;
- 250 ват — авіаподорожі;
- 150 ват — громадський транспорт;
- 900 ват — громадська інфраструктура.

| Країна             | Поточне використання (кВ) | Мета (кВ)    |
| ------------------ | ------------------------- | ------------ |
| США                | 12                        |              |
| Індія              | 1                         |              |
| Китай              | 1.5                       |              |
| Швейцарія          | 5                         |              |
| ЄС                 | 6                         |              |
| Швейцарія (Цюрих)  | 5                         | 2 до 2050 р. |
| Швейцарія (Базель) | 5                         | 2            |

## Наслідки
Дослідники зі Швейцарії впевнені, що цей проєкт може бути втілений, попри прогнозоване зростання енергоспоживання до 2050 року на 65 %, завдяки новим низьковуглецевим технологіям.
Досягнення поставленої мети в 2000 ват, має бути підсумком комплексної роботи:
- великих інвестицій;
- зміни підходу до правил будівництва житла;
- підвищення контролю за споживанням енергії;
- реструктуризація автотранспорту та авіасполучень;
- використання енергоощадних технологій;
- використання швидкісних поїздів Маглев;
- використання джерел відновлюваної енергії, теплопостачання та мікрогенерації.

Швейцарія може вести перед у технологіях енергозаощадження у майбутньому, завдяки також всебічній підтримці держави.

## Дослідний регіон Базель
У 2001 році створено та запущено в роботу дослідний регіон у Базелі. В цьому проєкті активно співпрацюють промисловість, університети, дослідницькі інститути та держустанови, проєктом керує компанія Novatlantis. 2005 року до проєкту приєднався Цюрих, кантон Женева 2008 року заявив про зацікавленість в участі. 